# PTX, Volume 1
| Críticas profissionais | Críticas profissionais |
| Avaliações da crítica  | Avaliações da crítica  |
| Fonte                  | Avaliação              |
| ---------------------- | ---------------------- |
| The Grizzle Review     | link                   |
| Alt Rock Live          | 9/10 link              |

PTX, Volume 1 é o EP de estreia do grupo a capella Pentatonix, lançado em Junho de 2012.

## Faixas
| N.º | Título                         | Compositor(es)                                                  | Artista Original         | Duração |  |
| 1.  | "Starships"                    | Onika Maraj, Nadir Khayat, Rami Yacoub, Carl Falk, Wayne Hector | Nicki Minaj              | 3:01    |  |
| 2.  | "The Baddest Girl"             | Scott Hoying                                                    | Pentatonix               | 3:49    |  |
| 3.  | "Somebody That I Used to Know" | Wally de Backer, Luiz Bonfá                                     | Gotye feat. Kimbra       | 3:19    |  |
| 4.  | "Aha!"                         | Imogen Jennifer Jane Heap                                       | Imogen Heap              | 2:37    |  |
| 5.  | "Show You How to Love"         | Avi Kaplan, Kevin Olusola                                       | Pentatonix               | 3:53    |  |
| 6.  | "Love You Long Time"           | Salaam Remi, Jazmine Sullivan                                   | Jazmine Sullivan         | 3:05    |  |
| 7.  | "We Are Young"                 | Nate Ruess, Andrew Dost, Jack Antonoff, Jeffrey Bhasker         | fun. feat. Janelle Monáe | 3:07    |  |